# Maťovské Vojkovce
Maťovské Vojkovce (Hongaars: Mátyóc) is een Slowaakse gemeente in de regio Košice, en maakt deel uit van het district Michalovce.
Maťovské Vojkovce telt 624 inwoners. De meerderheid van de inwoners is Hongaarstalig (zie: Hongaarse minderheid in Slowakije), het dorp is een van de noordelijkst gelegen Hongaarstalige plaatsen.